# 哥倫比亞鎮區 (北卡羅萊納州彭德縣)
哥倫比亞鎮區（英語：Columbia Township）是位於美國北卡羅萊納州彭德縣的一個鎮區。

## 地方資料
哥倫比亞鎮區的面積為254.59平方千米，皆為陸地。根據2020年美國人口普查的數據，當地共有人口1959人，而人口密度為每平方千米7.69人。